# 豊郷駅 (滋賀県)
豊郷駅（とよさとえき）は、滋賀県犬上郡豊郷町八目にある近江鉄道本線（湖東近江路線）の駅である。駅番号はOR11。

## 概要
テレビアニメ『けいおん!』に登場する高校のモデルとされている町立豊郷小学校（旧校舎群）の最寄り駅であり、休日を中心に当駅を利用するファンも少なくない。そのため、豊郷駅周辺では作品の人気にあやかった町おこしが行われ、近江鉄道でも記念切符の発売などの取り組みを行っている。特に大規模イベントが行われる日は駅員が配置され、臨時列車が運行されることもある。

## 歴史
近江鉄道開通の翌年、高宮駅 - 愛知川駅間に駅を新設するにあたり、豊郷村の大字四十九院・八目および愛知郡日枝村の三者においてその位置が争われ、ひとまずそれらの中間にあたる八目に、伊藤忠兵衛が土地を提供し、仮停車場が設置されることになった。それから6年後の1905年（明治38年）12月、近江鉄道から駅舎改築の申し入れがあり、大字八目（一部大字石畑）の用地提供、村内有志の寄付により、1906年（明治39年）4月、本停車場が竣工した。

### 年表
- 1899年（明治32年）3月19日：仮停車場が開業[9]。この日が当駅の開業日となっている[1][2][3]。
- 1906年（明治39年）4月14日：本停車場が竣工[6]。
- 1944年（昭和19年）3月1日：近江鉄道が八日市鉄道を吸収合併、路線名を制定。所属線が本線となる[10]。
- 1972年（昭和47年）10月：貨物取り扱いを廃止[9]
- 1996年（平成8年）4月3日：駅舎を改築[11]。
- 2018年（平成30年）3月1日：駅業務を廃止、無人駅へ移行[4]。

## 駅構造

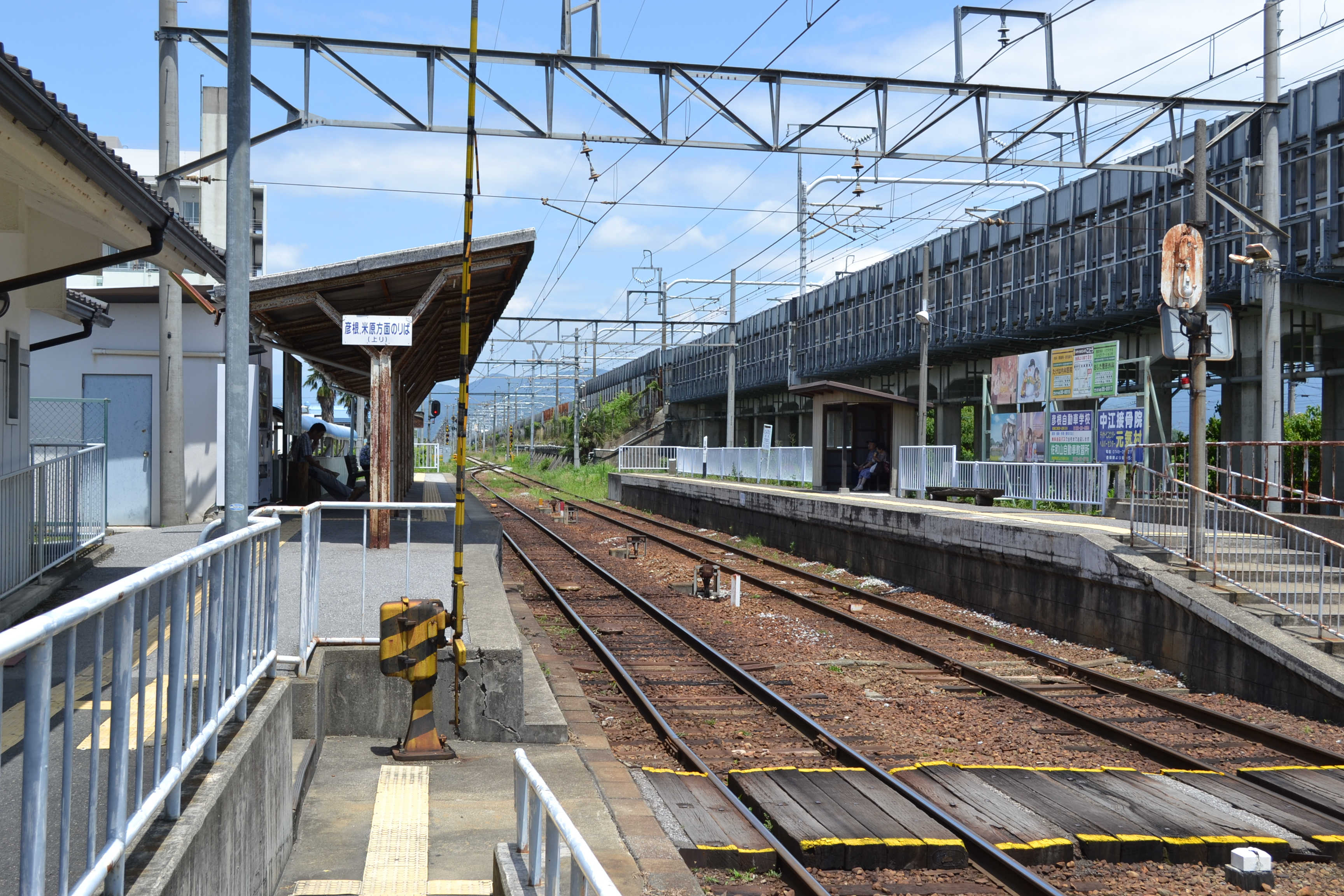
ホーム（2013年7月、右側の高架は東海道新幹線）

相対式ホーム2面2線を有する地上駅（一線スルー方式の配線）であり、ホーム間は構内踏切で連絡している。平日の朝のみ駅員が配置されていたが（業務委託駅）、2018年3月より無人駅となった。当駅には駅舎内には待合所を兼ねたコミュニティハウスが併設されている。

### のりば
| 番線   | 路線                   | 方向 | 行先       |
| ------ | ---------------------- | ---- | ---------- |
| 反対側 | ■本線 （湖東近江路線） | 下り | 貴生川方面 |
| 駅舎側 | ■本線 （湖東近江路線） | 上り | 米原方面   |

※案内上ののりば番号は割り当てられていない。
付記事項
- 豊郷町内でイベントを開催する時は、当駅を終着とする列車が設定されることがある。
- 下り線のりばの横を東海道新幹線が並走する（※尼子・愛知川の各駅も同様）[1]。

## 駅周辺

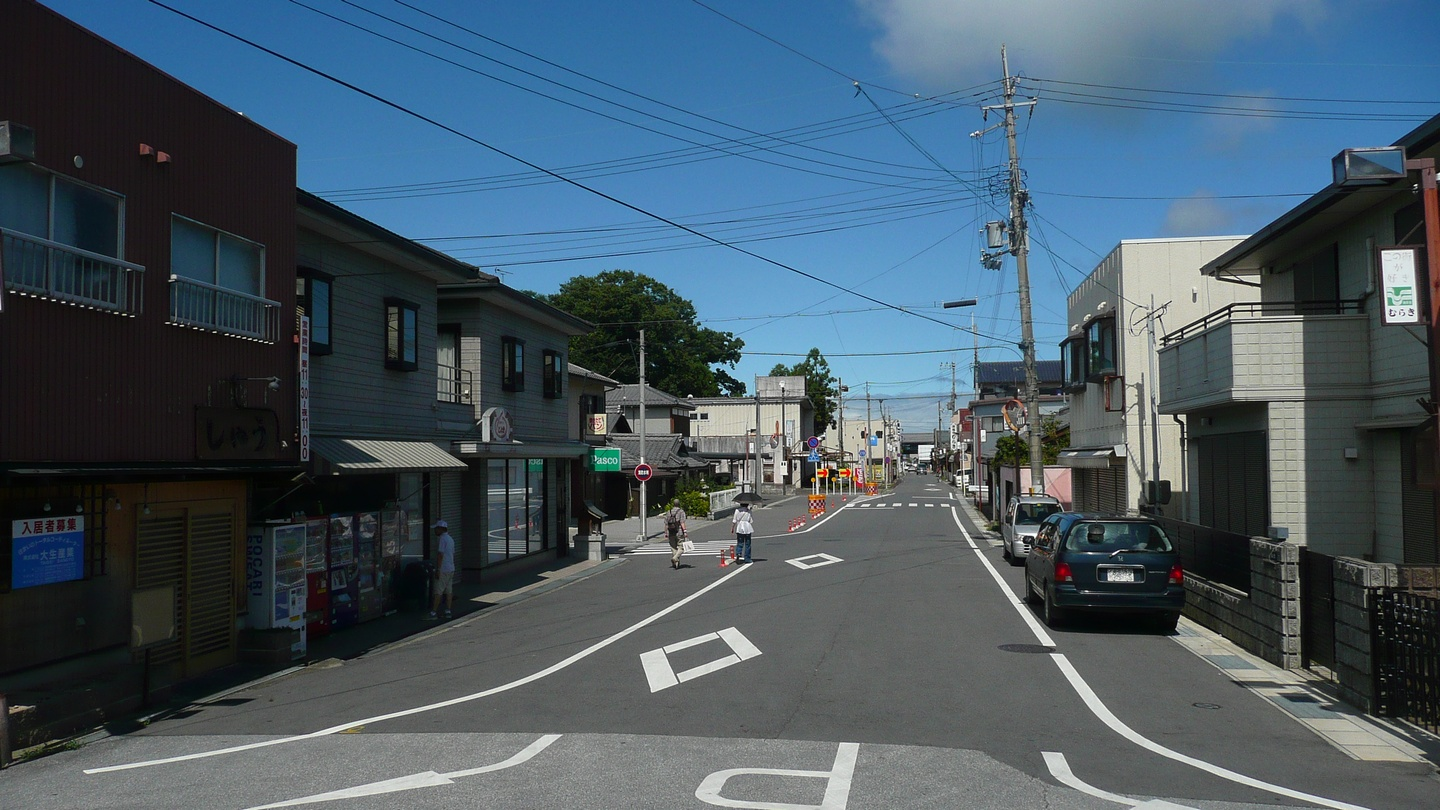
駅前風景（2009年8月、滋賀県道219号豊郷停車場線）

駅の西側は豊郷町の中心市街地で、住宅地に位置している。駅の東側を東海道新幹線が近江鉄道線に並行して通っており、それより東側には田園地帯が広がっている。
- 豊郷町役場
- 豊郷町立豊郷小学校
- 豊郷町立豊日中学校
- 豊郷郵便局
- 豊郷病院
- 天稚彦神社（）[16][17]
- 伊藤忠兵衛旧邸 - 2002年（平成14年）から「伊藤忠兵衛記念館」として公開されている[18]。
- くれない公園
  - 伊藤忠兵衛翁碑
- 滋賀県道219号豊郷停車場線
- 滋賀県道222号北落豊郷線
- 滋賀県道542号安食西八目線
- 中山道

## タクシー路線
「愛のりタクシー」と呼ばれるデマンドタクシーの各路線が乗り入れる。
- 愛のりタクシーたが（※当路線の「市立病院 行」は降車専用）[19]
  - 河内線
    - 山女原（）

  - 大君ヶ畑線
    - 大君ヶ畑奥

  - 萱原（）線
    - おしどりの里
- 愛のりタクシーいなえ[20]
  - 新海浜線
    - 友仁山崎病院
- 愛のりタクシーかわせ[21]
  - 河瀬東・豊郷線
    - 市立病院 / 雨降野信号前

  - 日夏線
    - 友仁山崎病院

  - 亀山線
    - 市立病院
- 愛のりタクシーあいしょう[22]
  - 愛荘西部線
    - 稲枝駅 / 湖東記念病院

  - 金剛輪寺線
    - 稲枝駅 / 湖東記念病院

## 隣の駅
近江鉄道
■本線（湖東近江路線）
尼子駅（OR10） - 豊郷駅（OR11） - 愛知川駅（OR12）

### 記事本文